# Cañaris
Pour les articles homonymes, voir Canaris.

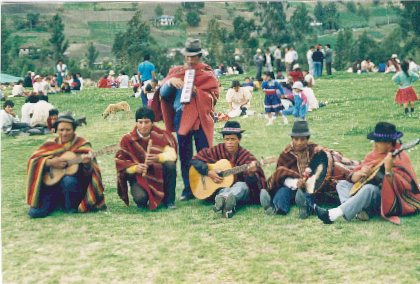
Musiciens cañaris

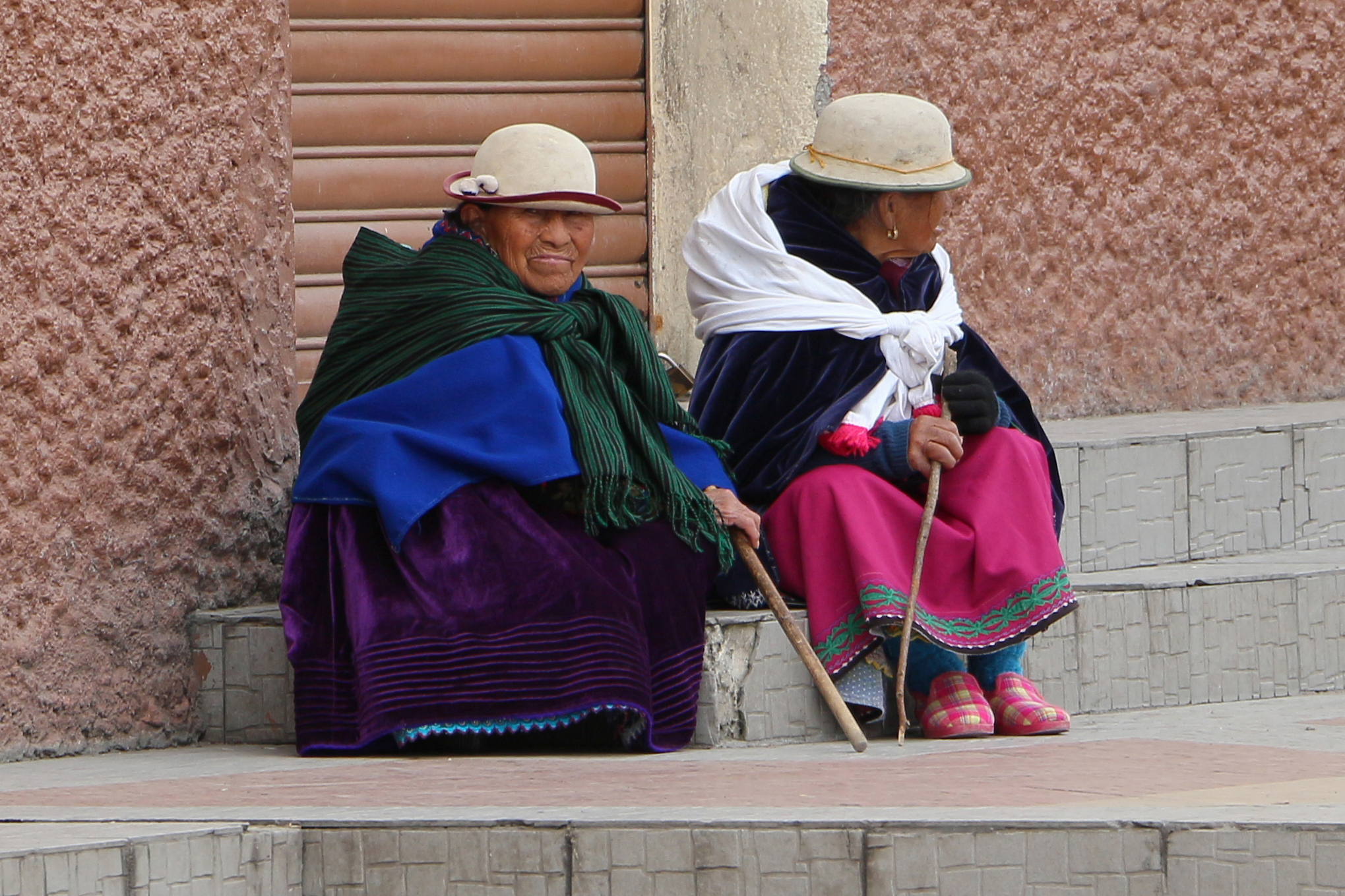
Femmes cañaris portant le chapeau typique

Les Cañaris sont des Amérindiens qui vivent dans le Sud de l'Équateur actuel, principalement dans les provinces d'Azuay et de Cañar. Le terme se réfère également à une confédération tribale précolombienne connue sous le même nom, et dont descendent les populations modernes appelées cañaris.

## Histoire et caractéristiques
Les Cañaris étaient divisés en deux tribus, celle des Tomebaba et celle des Chordeleg. Ils constituaient une civilisation complexe à l'architecture avancée et aux croyances religieuses complexes. Leur capitale était Tumipampa (aussi appelée Tomipamba, Tomebamba, ou Tumebamba) qui est devenu actuellement Cuenca : lors de leur conquête du territoire cañari, les Incas ont en effet détruit et brûlé la plupart des constructions des Cañaris. La vieille ville des Cañaris a été reconstruite à deux reprises, d'abord par la ville inca de Tomebamba (reconstruite et réaménagée par l'empereur inca Huayna Capac père de Atahualpa), et plus tard par la ville coloniale espagnole, l'actuelle Cuenca.
Les Cañaris sont surtout connus pour avoir repoussé l'invasion des Incas au prix d’une résistance acharnée pendant de nombreuses années jusqu'à ce qu'ils soient vaincus par Tupac Yupanqui du XVe au début du XVIe siècle. Les survivants furent déportés à Cuzco. Malgré cela, beaucoup de leurs descendants sont encore présents au Cañar, dont une partie s'est métissée.

## Langues parlées
La langue cañari est éteinte depuis longtemps, les Cañaris ayant été forcés d'apprendre à parler le quechua en tant que langue véhiculaire durant leur conquête par les Incas, puis en tant que lengua general lors de colonisation par les Espagnols. Les Cañaris parlent également l'espagnol, avec un accent dit accent de Cuenca.